# Olivia (série télévisée)
 (février 2020).
Si vous disposez d'ouvrages ou d'articles de référence ou si vous connaissez des sites web de qualité traitant du thème abordé ici, merci de compléter l'article en donnant les références utiles à sa vérifiabilité et en les liant à la section « Notes et références ».
Pour les articles homonymes, voir Olivia.
Olivia est une série télévisée française créée par Franck Ollivier. Elle est diffusée à partir du 20 septembre 2019 sur RTS Un, du 15 octobre 2019 sur la RTBF et du 17 octobre 2019 au 31 octobre 2019 sur TF1, produite par Jean-Luc Azoulay et JLA Productions.

## Synopsis
Cinq ans après La Vengeance aux yeux clairs, Olivia Alessandri, élevant désormais seule sa fille Lou, et séparée d'Alexandre Chevalier, le père de celle-ci, a ouvert à Nice son cabinet d'avocats.
Prenant fait et cause pour les opprimés, elle flirte avec les limites pour les aider...

## Distribution
- Laëtitia Milot : Me Olivia Alessandri
- Cyrielle Debreuil : Solène Roman
- Philippe Duquesne : Blanchot
- Cyril Lecomte : Laurent Spagnolo
- Lola Dubini : Clotilde
- Éric Berger : Alexis Alban
- François-David Cardonnel : Me Keller
- Dionea Daboville : Lou Alessandri
- Xavier Lemaître : Christophe
- Maud Baecker : Emma Bosco
- Jean-Yves Berteloot : Guillaume de Chambure
- Florian Dahan : Yohan

## Fiche technique
- Titre original : Olivia
- Création : Franck Ollivier
- Réalisation : Thierry Binisti, Octave Raspail
- Scénario : Franck Ollivier, Eric Delafosse, Nathalie Hugon, Vinciane Mokry, Alice van den Broek
- Adaptation et dialogues : Franck Ollivier, Eric Delafosse, Nathalie Hugon, Vinciane Mokry, Alice van den Broek
- Musique : Erwann Kermorvant
- Photographie :
- Montage : Romain Namura, Vincent Trisolini et Jean-Luc Thomas
- Production : Jean-Luc Azoulay, Jean-Sébastien Bouilloux, Christophe Louis et Bernard Paccalet
- Producteur exécutif : Jean-Luc Azoulay
- Sociétés de production : JLA Productions, TF1 Productions (coproduction)
- Sociétés de distribution : TF1 Distribution
- Pays :  France
- Langue : français
- Format : couleur
- Genre : policier
- Durée : 52 minutes
- Date de diffusion : du 17 octobre 2019 au 31 octobre 2019

## Production

### Développement
TF1 en février 2019, annonce un spin-off de La Vengeance aux yeux clairs composé de six épisodes et diffusé du 17 au 31 octobre 2019, centré sur le personnage d'Olivia Alessandri.
Le 30 avril 2020, après confirmation de la chaîne, Allociné annonce que la série ne sera pas renouvelée pour une deuxième saison, la laissant sur un cliffhanger.

### Tournage
Le tournage a eu lieu principalement dans le Sud de la France, entre Aix-en-Provence, Marseille et Nice.

## Audiences
| № | # | Titre français        | Diffusion       | Audience          |
| - | - | --------------------- | --------------- | ----------------- |
| 1 | 1 | Cauchemar d’une mère  | 17 octobre 2019 | 4 149 000 (19.2%) |
| 2 | 2 | Le prix d’une vie     | 17 octobre 2019 | 3 436 000 (20.9%) |
| 3 | 3 | Jeu dangereux         | 24 octobre 2019 | 3 959 000 (17,9%) |
| 4 | 4 | Le droit de tuer      | 24 octobre 2019 | 3 328 000 (18.7%) |
| 5 | 5 | Souvenirs, souvenirs  | 31 octobre 2019 | 3 635 000 (17.7%) |
| 6 | 6 | Les risques du métier | 31 octobre 2019 | 3 191 000 (18.3%) |

## Réception critique
Sur Allociné, la série obtient une note de 2,3/5 dont 90 notes et 15 critiques.
Julie Lassale de Télérama, qualifie Olivia d'une série qui navigue dans un océan de clichés : grosses ficelles, dialogues dégoulinant de mièvrerie. Elle ajoute que même le soleil niçois et la mise en plis de Laetitia Milot ne sauraient illuminer ce sombre navet.
La rédaction de Télé Loisirs ajoute que le jeu de Laëtitia Milot manque malheureusement parfois de naturel et l'intrigue de finesse, usant de grosses ficelles.
Les inconditionnels de Laëtitia Milot seront contents de la retrouver dans le rôle d’Olivia Alessandri annonce Télé Z, même si l’ensemble paraît un peu naïf, la série défend des cas judiciaires intéressants et le trio de redresseur de torts est aussi inédit qu’original.